# The Password Game
The Password Game è un puzzle game del 2023, sviluppato da Neal Agarwal. Il gioco consiste nel creare una password che soddisfi una serie di regole sempre più stravaganti e complesse. Basato sull'esperienza personale del suo creatore, il gioco è stato sviluppato nel giro di due mesi ed è subito diventato popolare grazie all'originalità del gameplay e ai commenti dei suoi giocatori sui social, attirando anche l'attenzione di diversi media.

## Modalità di gioco
The Password Game è un gioco online di tipo puzzle/rompicapo. Lo scopo del gioco è inserire nell'apposito box una password che risponda a una serie cumulativa di regole di difficoltà crescente, per un totale di 35 regole per il livello finale. Le regole compaiono una alla volta, man mano che si inserisce una password che soddisfi tutte quelle precedenti. Mentre le prime regole sono indicazioni standard nella generazione di passwords, ad esempio indicazioni riguardanti l'inserimento di maiuscole, numeri o caratteri speciali, man mano che si prosegue le regole diventano sempre più insolite e complesse, ad esempio l'inserimento dell'emoji corrispondente alla fase di luna attualmente in corso, di una combinazione di lettere che possa rappresentare i fattori del dato prodotto di una moltiplicazione espressi in numeri romani o il nome di un dato paese scelto a caso dal gioco stesso e mostrato tramite Maps. Altri requisiti possibili segnalati sono l'inserimento del codice della mossa migliore per risolvere uno schema scacchistico generato dal gioco, l'inserimento di un URL di YouTube di lunghezza predeterminata o di caratteri con specifici font, dimensioni e colori. A un certo punto, una emoji uovo viene aggiunta al gioco: l'emoji si schiude in una emoji pulcino chiamata Paul, che è necessario nutrire con emoji vermi per mantenerlo in vita, se il pulcino dovesse morire, il gioco è perso.
La difficoltà principale del gioco è data dal dover seguire tutte le regole contemporaneamente, le quali possono anche contraddirsi fra loro.
Se si riesce a soddisfare tutte le 35 regole, il giocatore deve confermare la password e reinserirla entro due minuti, se ci si riesce, il gioco è vinto.

## Sviluppo e pubblicazione

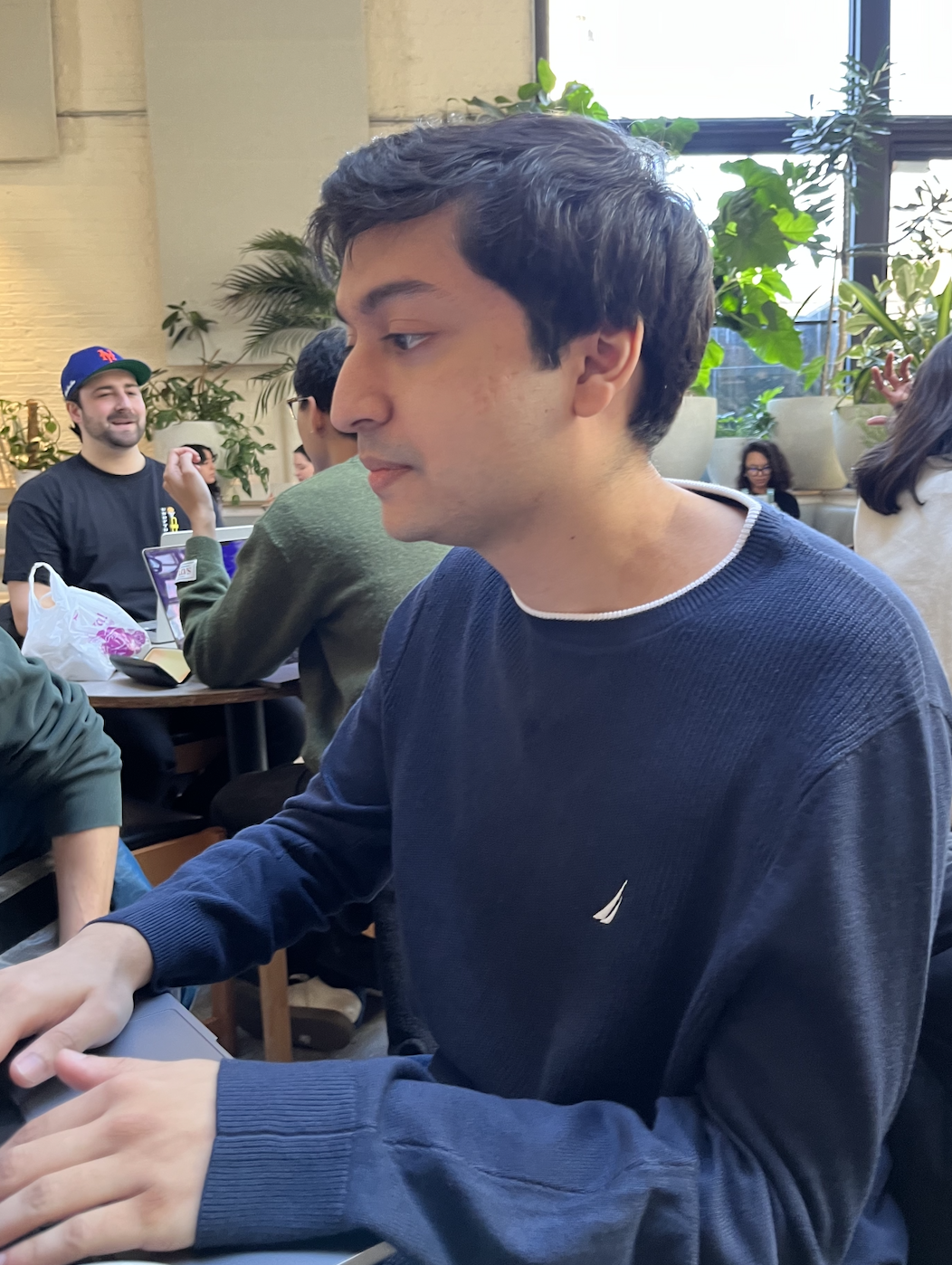
Neal Agarwal, sviluppatore del gioco, nel 2024

Il creatore e sviluppatore del gioco è Neal Agarwal, il quale lo ha caricato gratuitamente sul suo sito, neal.fun, il 27 giugno 2023.
Ha dichiarato di aver sviluppato il concetto come una parodia delle regole per la creazione di password, che ha dichiarato essere "sempre più assurde", dopo che una password da lui scelta per un account è stata rifiutata perché "troppo lunga". Ha iniziato lo sviluppo del gioco nell'aprile 2023, completandolo in circa due mesi. Secondo lui, la difficoltà di sviluppo maggiore è stata implementare il codice per permettere l'inserimento di caratteri in diversi font, dimensioni e colori senza che questo compromettesse il layout standardizzato del gioco. Ha anche raccolto suggerimenti sul suo profilo Twitter per la creazione delle regole.
Al momento della pubblicazione, Agarwal ha dichiarato di non essere certo che fosse possibile completare il gioco, dicendo che lui stesso aveva fatto numerosi tentativi senza mai riuscirci.

## Accoglienza
Il gioco è diventato virale subito dopo la pubblicazione. Dopo un giorno, il tweet con cui è stato annunciato il caricamento online era stato ritwittato più di 11mila volte, dando anche origine nei commenti a una competizione amichevole sul numero massimo di regole soddisfatte dai giocatori, e il gioco stesso era stato visitato da più di un milione di utenti.
Engadget ha riportato anche un gran numero di tweet che "maledivamo Agarwal per la sua creatività", riferendosi alle regole più strane, così come di complimenti per l'inventiva dimostrata.
Molte recensioni hanno riportato in dettaglio il contrasto fra le regole più basilari e quelle più stravaganti, e PCGamesN ha segnalato la regola 16, che chiede di indicare il codice della mossa migliore da fare in un problema scacchistico casuale, come quella più ostica per la maggior parte degli utenti.
TechRadar e The Indian Express hanno recensito il gioco piuttosto freddamente, ritenendolo semplicemente "un modo simpatico per ammazzare il tempo", mentre PC Gamer lo ha definito "il gioco online più malvagio mai creato" e "il concept più innovativo e originale dell'anno". Polygon lo ha elogiato per la complessità nascosta da una facciata semplicistica, e Rock Paper Shotgun ha definito soddisfacente l'esperienza progressiva del dover soddisfare regole sempre più complesse. PCWorld e TechRadar hanno citato il gioco come esempio dell'importanza dei password manager, e il secondo ha anche segnalato come l'intento parodistico del gioco sia sminuito dall'esistenza di strumenti per aiutare nella creazione di password con specifici requisiti, come appunto password manager e generatori.